# Edmond Baraffe
Edmond Baraffe (ur. 19 października 1942 w Annœullin, zm. 19 kwietnia 2020) – francuski piłkarz i trener piłkarski, występujący podczas kariery zawodniczej na pozycji napastnika. Uczestnik mistrzostw świata w 1966 roku.

## Kariera
W latach 1961–1962 zawodnik US Boulogne. Następnie w sezonie 1962/63 grał w Red Star 93. W 1963 roku został zawodnikiem Toulouse FC. W 1967 roku powrócił do podparyskiego Red Star 93. W 1968 roku zakończył karierę, lecz w 1971 roku postanowił ją wznowić i został piłkarzem Lille OSC. W sezonie 1973/1974 występował w AC Cambrai, po czym definitywnie porzucił grę w piłkę nożną. Jako trener pracował z drużynami Le Havre AC oraz Le Touquet-Paris-Plage.